# Pressagny-l’Orgueilleux
Pressagny-l’Orgueilleux ist eine französische Gemeinde mit 696 Einwohnern (Stand 1. Januar 2022) im Département Eure in der Region Normandie. Sie gehört zum Arrondissement Les Andelys und zum Kanton Les Andelys. Die Einwohner werden Pressécagniens genannt.

## Nachbargemeinden
Pressagny-l’Orgueilleux liegt etwa 50 Kilometer südöstlich von Rouen.
Nachbargemeinden von Pressagny-l’Orgueilleux sind Notre-Dame-de-l’Isle im Norden und Nordwesten, Vexin-sur-Epte mit Panilleuse im Nordosten, Vernon im Süden und Osten, Saint-Marcel im Süden und Südwesten sowie La Chapelle-Longueville im Westen und Südwesten.

## Bevölkerungsentwicklung
| Jahr                      | 1962 | 1968 | 1975 | 1982 | 1990 | 1999 | 2006 | 2013 |
| Einwohner                 | 226  | 232  | 327  | 482  | 617  | 757  | 725  | 706  |
| Quelle: Cassini und INSEE |      |      |      |      |      |      |      |      |

## Sehenswürdigkeiten
- Kirche Saint-Martin, 1944 durch Bomben zerstört, bis 1957 wieder errichtet und neu geweiht
- Schloss La Madeleine, 1810 erbaut, seit 2002 Monument historique

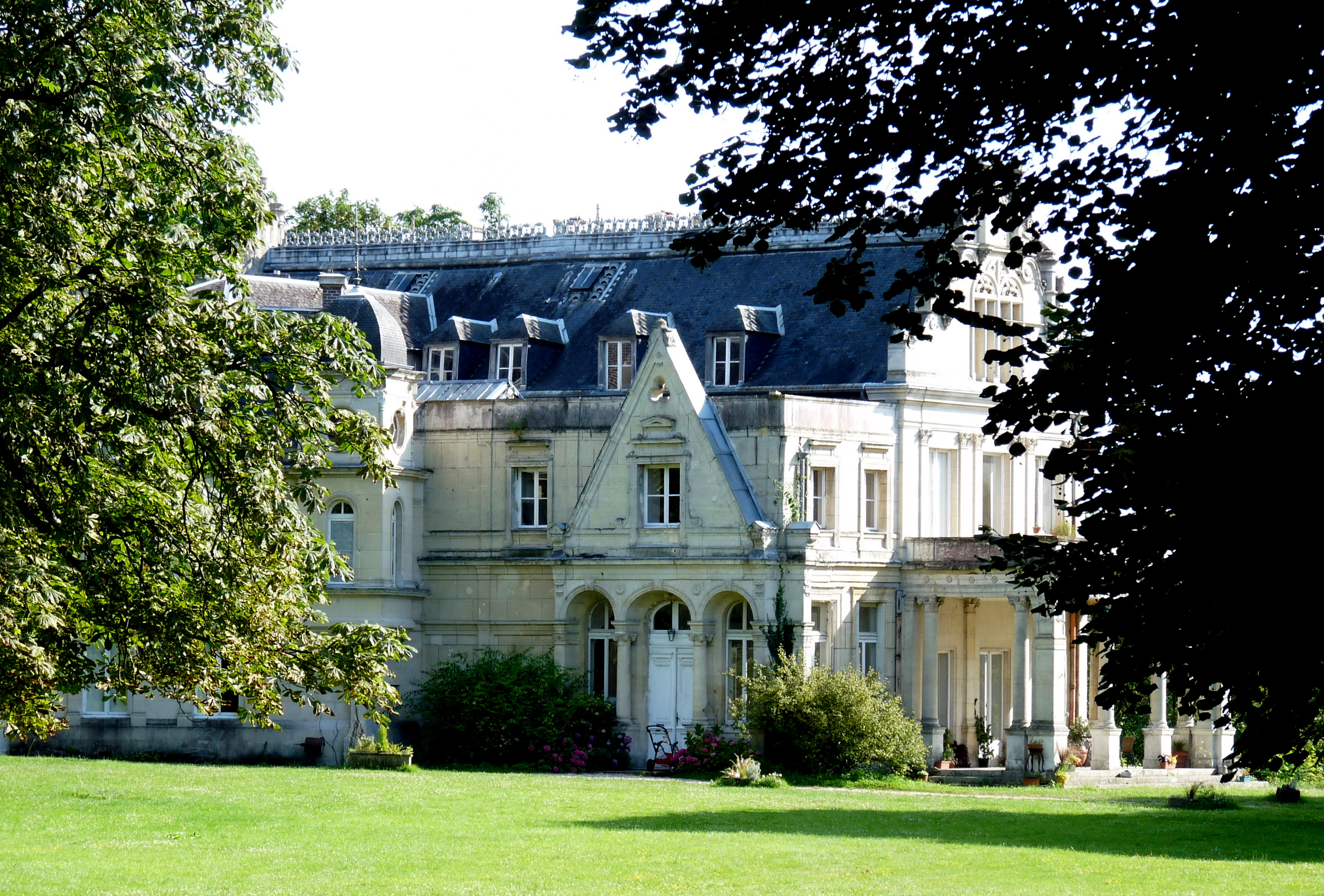
Schloss La Madeleine